# Bibi Cox
Bibi Cox (Maastricht, 6 september 1990) is een Nederlands oud-profvoetbalster die uitkwam voor onder meer het Nederlands elftal onder 15, onder 17 en onder 19 jaar. Ook was ze drie jaar actief in de Nederlandse Eredivisie vrouwen.

## Clubcarrière
Cox begon haar voetbalcarrière bij RKSV Leonidas-W. Via vv Scharn kwam ze terecht bij Ste.Do.Co in de Topklasse. Daarnaast nam ze ook deel aan het HvA-project van de KNVB.
In de zomer van 2009 tekende Cox een contract bij sc Heerenveen, alwaar ze hoopte te debuteren in de Eredivisie. Ze speelde dat jaar echter geen enkel duel bij de club vanwege blessureleed. In de zomer van 2010 stapte ze dan ook over naar VVV-Venlo, waarmee ze ook terugkeert naar de provincie waar ze geboren is; Limburg. Toen VVV in 2012 stopte met de vrouwentak besloot Cox te gaan spelen voor SteDoCo.
Daarnaast was Cox jeugdinternational en heeft ze de gehele jeugd van Jong Oranje doorlopen. Zo speelde ze voor Nederland onder 15, onder 17 en onder 19.
Cox speelt momenteel in de Topklasse bij FC Eindhoven vrouwen. Na blessureleed van ruim 5 jaar (heupproblemen) staat Cox komend seizoen weer voor het eerst op het veld.

## Statistieken
| Seizoen | Club          | Land      | Competitie  | Wedstrijden | Doelpunten |
| ------- | ------------- | --------- | ----------- | ----------- | ---------- |
| 2008/09 | SteDoCo       | Nederland | Topklasse   | 24          | 18         |
| 2009/10 | sc Heerenveen | Nederland | Eredivisie  | 1           | 0          |
| 2010/11 | VVV-Venlo     | Nederland | Eredivisie  | 15          | 1          |
| 2011/12 | VVV-Venlo     | Nederland | Eredivisie  | 8           | 1          |
| 2015/16 | RKSV Nuenen   | Nederland | Hoofdklasse | 1           | 1          |
| 2017/18 | FC Eindhoven  | Nederland | Topklasse   | 0           | 0          |
| Totaal  | Totaal        | Totaal    | Totaal      | 48          | 21         |

## Trivia
- Bibi is de dochter van oud-profvoetballer Robert Cox, die onder andere voor MVV en Helmond Sport speelde.[1]